# 1988 DH1
1988 DH1 är en asteroid i huvudbältet som upptäcktes den 19 februari 1988 av den japanska astronomen Yoshiaki Oshima vid Gekko-observatoriet.